# Conny Freundorfer
Konrad „Conny“ Freundorfer (* 9. November 1936 in Freising; † 7. Mai 1988 in München) war ein deutscher Tischtennisspieler.

## Größte Erfolge
Freundorfer wurde von 1953 bis 1961 neun Mal hintereinander deutscher Meister. Bei seinem ersten Titelgewinn war er 16 Jahre alt. Damit ist er bis heute (2010) der jüngste Titelträger bei DMs. Er bestritt 102 Länderspiele, nahm an 9 Weltmeisterschaften und 4 Europameisterschaften teil und gewann noch 3-mal die ab 1956 veranstalteten Bundesranglistenturniere. 1959 wurde ihm das Silberne Lorbeerblatt der Bundesrepublik Deutschland für herausragende sportliche Leistungen verliehen.
Neun Mal wurde er Deutscher Meister im Einzel. Damit hielt er zusammen mit Eberhard Schöler bis 2015 den Rekord, den dann Timo Boll mit seinem zehnten Titelgewinn überbot.

## Werdegang
1948 trat Freundorfer dem TSV Jahn Freising bei. 1951 wechselte er zum MTV München von 1879. Bereits 1950 errang er – gerade mal 13 Jahre alt – mit dem Verein die deutsche Meisterschaft. Sein erstes Länderspiel bestritt er im Oktober 1952 in Chiasso gegen die Schweiz. Hier besiegte er Michel Roux und Marcel Meyer de Stadelhofen und verlor gegen Hugo Urchetti.
1954 verließ er wegen Unstimmigkeiten den Verein MTV München und wechselte zum TSV Milbertshofen; als sich die Milbertshofener Mannschaft 1967 auflöste, ging er zu SV Weißblau-Allianz München. Später kehrte er zum TSV Milbertshofen zurück, den er 1976 aus Verärgerung über eine Nicht-Aufstellung wieder verließ. 1977 spielte er für Hertha BSC (Regionalliga), 1980 ging er zum SV Weißblau-Allianz München (Landesliga), wo er zusammen mit seinem Sohn in einer Mannschaft antrat.
Bis zum Jahre 1962 errang er die meisten seiner Titel. 1962 war Wachablösung: Eberhard Schöler wurde zum besten Spieler in Deutschland. Als der DTTB Freundorfer nicht für die Mannschaft nominierte, die die Europameisterschaft 1962 bestreiten sollte, verzichtete er auch auf eine Teilnahme in den Individualwettbewerben. Freundorfer spielte noch 10 Jahre lang in der deutschen Spitze und auch in der Bundesliga. Danach kümmerte er sich mehr um sein 1960 eröffnetes Sportartikelgeschäft in München.
Freundorfer war seit Mai 1958 mit Hildegard Zeitler verheiratet und hatte einen Sohn (* 1958), der ebenfalls Konrad hieß.
1988 wurde er als Fahrradfahrer in München an einer Kreuzung von einem PKW erfasst und verstarb noch an der Unfallstelle. Conny Freundorfer wurde 51 Jahre alt.

## Eigenschaften
Freundorfer galt in vielfacher Hinsicht als unkonventionell. Als Linkshänder war er für jeden Gegner unangenehm. Auch seine Disziplin und Unzuverlässigkeit wurden häufig kritisiert. Dies führte auch zur Trennung von seinem ersten Verein MTV München von 1879.

## Stimmen über Conny Freundorfer
„Seine absolute Lust am Spiel, seine Freude an der Bewegung, die oft in Verspieltheit mündete, haben ihm manchen Streich gespielt. Conny hat aber zu seinen Glanzzeiten mit der unglaublichen Leichtigkeit und Fantasiefülle seines Spiels die Sportart Tischtennis endgültig der Caféhaus-Atmosphäre entrissen und populär gemacht. Er hat mit seiner Virtuosität begeistert und fasziniert. Junge wie Alte, Tischtennisfans wie Gelegenheitsgucker. Das sichert Freundorfer seinen Logenplatz in der Tischtennis-Historie.“

„schnelle Beine, außergewöhnliches Ballgefühl und der sichere Instinkt, im richtigen Moment das Richtige zu tun.“

## Erfolge
- Nationale deutsche Jugendmeisterschaften
  - 1949 in Witzenhausen: Doppel 2. Platz (mit Hans Rockmeier)
  - 1950 in Speyer: Einzel 2. Platz, Doppel 1. Platz (mit Hans Rockmeier)
  - 1951 in Remscheid: Einzel 1. Platz
  - 1952 in Hannover: Einzel 1. Platz, Doppel 1. Platz (mit Joseph Schnellbögl)
- Nationale deutsche Meisterschaften
  - 1953 Herford – Einzel 1. Platz, Doppel 3. Platz (mit Walter Than)
  - 1954 Berlin-Ost – Einzel 1. Platz, Doppel 2. Platz (mit Walter Than)
  - 1955 Osnabrück – Einzel 1. Platz
  - 1956 Dortmund – Einzel 1. Platz, Doppel 1. Platz (mit Hans Rockmeier), Mixed 1. Platz (mit Hannelore Schlaf)
  - 1957 Berlin-West – Einzel 1. Platz, Doppel 1. Platz (mit Leopold Holusek)
  - 1958 Neumünster – Einzel 1. Platz, Doppel 2. Platz (mit Leopold Holusek)
  - 1959 Donaueschingen – Einzel 1. Platz, Doppel 2. Platz (mit Josef Seiz)
  - 1960 Essen – Einzel 1. Platz, Doppel 3. Platz (mit Anton Breumair), Mixed 2. Platz (mit Jutta Kruse)
  - 1961 Wolfsburg – Einzel 1. Platz
  - 1962 Freiburg – Einzel Viertelfinale, Doppel 3. Platz (mit Anton Breumair)
  - 1963 Lübeck – Doppel 3. Platz (mit Martin Ness)
  - 1964 Siegen – Doppel 2. Platz (mit Martin Ness)
  - 1965 Wiesloch – Einzel 3. Platz, Doppel 3. Platz (mit Martin Ness)
- Internationale deutsche Meisterschaften
  - 1954 Berlin – 3. Platz Einzel, 3. Platz Doppel (mit Richard Bergmann)
  - 1955 Kiel – 2. Platz Einzel, 2. Platz Mixed (mit Hannelore Schlaf)
- Weltmeisterschaften
  - 1953 in Bukarest: 7. Platz mit Herrenmannschaft
  - 1954 in London/Wembley: 10. Platz mit Herrenmannschaft, Achtelfinale im Herrendoppel (mit Hans Rockmeier)
  - 1955 in Utrecht: 9. Platz mit Herrenmannschaft, Achtelfinale im Herrendoppel (mit Hans Rockmeier)
  - 1956 in Tokio: 5. Platz mit Herrenmannschaft
  - 1957 in Stockholm: 5. Platz mit Herrenmannschaft
  - 1959 in Dortmund: 9. Platz mit Herrenmannschaft
  - 1961 in Peking: 7. Platz mit Herrenmannschaft, Achtelfinale im Einzel
  - 1965 in Ljubljana: 10. Platz mit Herrenmannschaft
  - 1969 in München: nur Einzel
- Europameisterschaften
  - 1958 in Budapest: 5. Platz mit Herrenmannschaft
  - 1960 in Zagreb: 7. Platz mit Herrenmannschaft, Einzel 3. Platz
  - 1962 in Berlin-West: nur Einzel
  - 1968 in Lyon: 8. Platz mit Herrenmannschaft
- Internationale Meisterschaften
  - 1956 Basel (Schweiz): 1. Platz Einzel, 1. Platz Doppel (mit Josef Seiz)
  - 1958 Österreich: 1. Platz Einzel, 2. Platz Mixed
  - 1959 Österreich: 3. Platz Einzel
  - 1959 Ungarn: 3. Platz Einzel
  - 1964 Belgien: 2. Platz Einzel, 1. Platz Doppel (mit Eberhard Schöler)
- Bundesranglistenturniere
  - 1956 in Würzburg: 1. Platz
  - 1957 in Bottrop: 1. Platz
  - 1958 in Wiesbaden: 3. Platz
  - 1959 in Berlin: 2. Platz
  - 1960 in München: 1. Platz
  - 1961 in Neumünster: 2. Platz
  - 1963 in Mainz: 3. Platz
- Deutsche Mannschaftsmeisterschaften
  - 1953 in Dresden: MTV München von 1879
  - 1954 in Hamburg: MTV München von 1879
  - 1958 in Bad Homburg: TSV Milbertshofen
- Deutschlandpokal
  - 1955 in Rheydt: 1. Platz Bayern
  - 1957 in Mörfelden: 1. Platz Bayern
- Ranglisten
  - 1953–1961: 1. Platz in der deutschen Rangliste
  - 1959: 7. Platz europäischer Verband ETTU[11]
  - 1959: 13. Platz in der Rangliste des Weltverbandes ITTF[12]
- Bayerische Meisterschaften
  - 1954 in München: 1. Platz Einzel
  - 1957 in Erlangen: 1. Platz Einzel, 1. Platz Mixed (mit Edith Kwiaton)
  - 1959 in Weiden: 1. Platz Einzel, 1. Platz Doppel (mit Anton Breumair)
  - 1960 in Erlangen: 1. Platz Einzel, 1. Platz Doppel (mit Anton Breumair)
  - 1962 in Burgkunstadt: 1. Platz Doppel (mit Anton Breumair)
  - 1963 in Straubing: 1. Platz Einzel
  - 1966 in Erlangen: 1. Platz Doppel (mit Klaus Maier), 1. Platz Mixed (mit Christa Koch)
  - 1967 in Augsburg: 1. Platz Einzel, 1. Platz Mixed (mit Christa Koch)
  - 1969 in Würzburg: 1. Platz Doppel (mit Werner Kümmerle)

## Turnierergebnisse
Quelle:ITTF
| Verband | Veranstaltung       | Jahr | Ort       | Land | Einzel     | Doppel        | Mixed        | Team |
| ------- | ------------------- | ---- | --------- | ---- | ---------- | ------------- | ------------ | ---- |
| FRG     | Europameisterschaft | 1960 | Zagreb    | YUG  | Halbfinale |               |              |      |
| FRG     | Weltmeisterschaft   | 1969 | München   | FRG  | letzte 128 | letzte 16     | Qual         |      |
| FRG     | Weltmeisterschaft   | 1965 | Ljubljana | YUG  | Scratched  | Scratched     | Scratched    | 10   |
| FRG     | Weltmeisterschaft   | 1961 | Peking    | CHN  | letzte 16  | letzte 16     | letzte 32    | 8    |
| FRG     | Weltmeisterschaft   | 1959 | Dortmund  | FRG  | letzte 128 | Scratched     | letzte 128   | 9    |
| GER     | Weltmeisterschaft   | 1957 | Stockholm | SWE  | letzte 128 | letzte 32     | letzte 32    | 5    |
| GER     | Weltmeisterschaft   | 1956 | Tokio     | JPN  | letzte 32  | letzte 32     | letzte 64    | 5    |
| GER     | Weltmeisterschaft   | 1955 | Utrecht   | NED  | letzte 64  | Viertelfinale | letzte 128   | 9    |
| GER     | Weltmeisterschaft   | 1954 | Wembley   | ENG  | letzte 128 | letzte 16     | keine Teiln. | 11   |
| GER     | Weltmeisterschaft   | 1953 | Bukarest  | ROU  | letzte 32  | letzte 64     | keine Teiln. | 7    |